# Iscadia nigra
Iscadia nigra är en fjärilsart som beskrevs av William Schaus 1906. Iscadia nigra ingår i släktet Iscadia och familjen trågspinnare. Inga underarter finns listade i Catalogue of Life.